# Wolfgang Overath
Wolfgang Overath (* 29. September 1943 in Siegburg) ist ein ehemaliger deutscher Fußballspieler und Sportfunktionär. Er war von Juni 2004 bis November 2011 Präsident des 1. FC Köln, für den er zuvor als Aktiver 14 Jahre lang tätig gewesen war und einen Meistertitel sowie zwei DFB-Pokalsiege errungen hatte. Sein größter Erfolg in seiner aktiven Zeit war der Weltmeistertitel 1974.

## Karriere

### Spieler

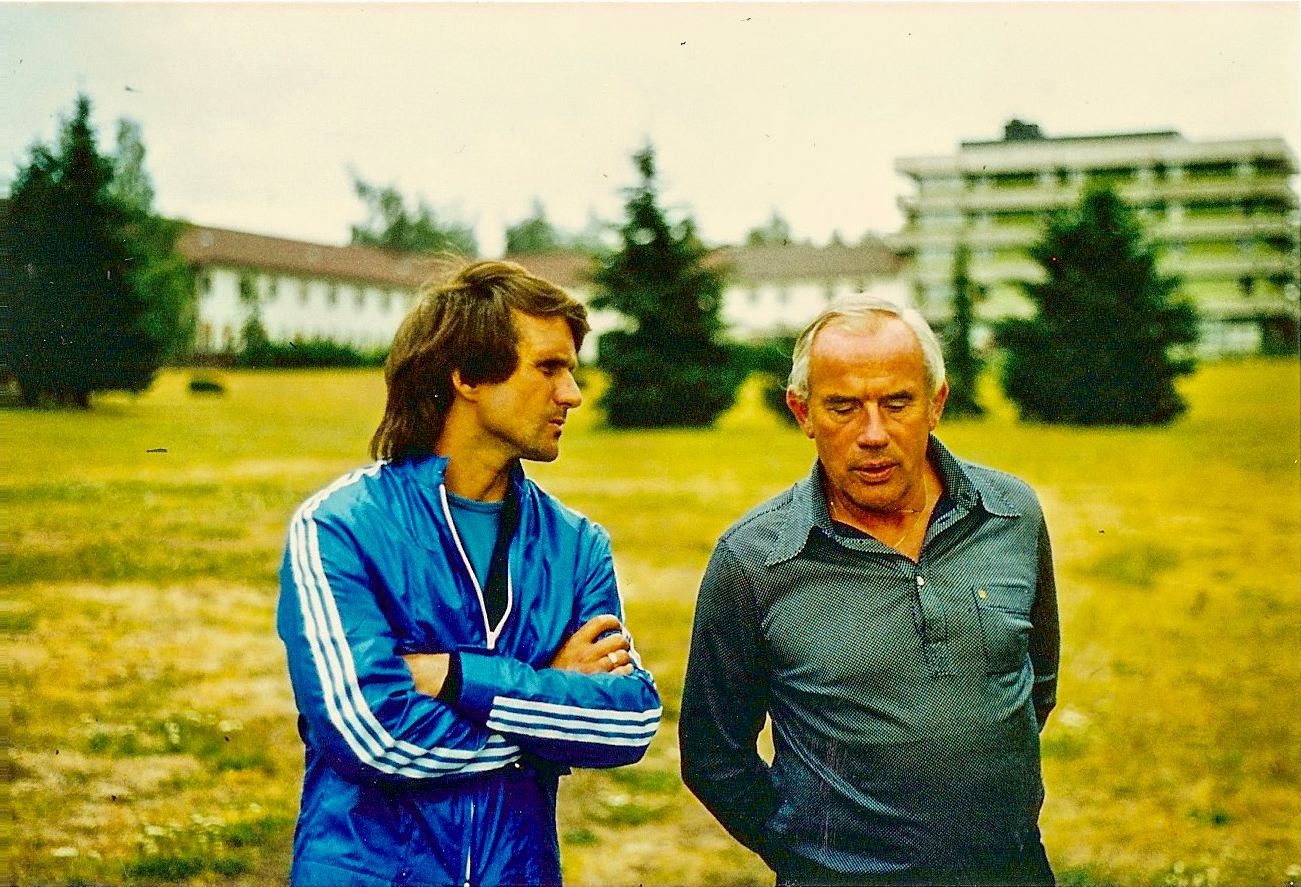
Wolfgang Overath im Gespräch mit Hennes Weisweiler, in Vorbereitung der Saison 1976/77 in der Sportschule Grünberg

Overath begann mit dem Fußballsport 1953 bei seinem Heimatverein Siegburger SV 04.

#### Anfänge in Juniorennationalmannschaften
Overath spielte in der Schülerkreisauswahl des Mittelrheins, die vom späteren DFB-Trainer Karl-Heinz Heddergott betreut wurde. Im April und Mai 1959 war Overath im traditionsreichen Schülerländerspiel gegen England für Deutschland im Einsatz. In London verlor die DFB-Elf mit 0:2 Toren, in Essen gelang einen Monat später durch einen 4:0-Erfolg die Revanche. Dettmar Cramer war für die deutsche Schülerauswahl verantwortlich.
Am 18. Juni 1960 debütierte das Spielmachertalent aus Siegburg in der deutschen Jugendnationalmannschaft beim Länderspiel in Vejle gegen Dänemark. In den Jahren 1961 und 1962 nahm er mit der DFB-Jugend an den zwei UEFA-Juniorenturnieren in Portugal und Rumänien teil. Unter der Führung von DFB-Trainer Helmut Schön erreichte die DFB-Jugend 1961 in Portugal den dritten Turnierplatz.

#### 1. FC Köln
Gegen konkrete Angebote von Bayer Leverkusen, Kickers Offenbach, Borussia Dortmund und Viktoria Köln wechselte Overath 1962 zum 1. FC Köln. Durch eine besondere Sperrfrist des WFV für Amateure, die in einer Jugendauswahlmannschaft gespielt hatten und zu einem Vertragsspielerverein wechselten, war er für ein Jahr gesperrt.
Beim Starttag der neuen Fußball-Bundesliga, den 24. August 1963, stand der neue Halbstürmer aus Siegburg in der Formation des 1. FC Köln, die beim 1. FC Saarbrücken gastierte und das Auftaktspiel mit 2:0 Toren gewann. Overath erzielte in der 22. Minute vor 35.000 Zuschauern die 1:0-Führung für die von Trainer Georg Knöpfle betreute „Geißbock-Elf“. Der Kölner Angriff setzte sich aus Karl-Heinz Thielen, Hans Schäfer, Christian Müller, Overath und Heinz Hornig zusammen. Gemeinsam mit Hans Sturm absolvierte der Nachwuchsspieler alle 30 Rundenspiele und gewann mit sechs Punkten Vorsprung die erste Bundesligameisterschaft.
Für den 1. FC Köln absolvierte er zwischen 1963 und 1977 insgesamt 765 Spiele und schoss 287 Tore, davon 409 Spiele und 83 Tore in der Fußball-Bundesliga. Mit diesem Verein wurde er 1964 Deutscher Meister sowie 1968 und 1977 DFB-Pokalsieger. Er zog im Europacup mit dem 1. FC Köln 1969 in das Halbfinale im Pokalsiegerwettbewerb ein; erreichte das Halbfinale im Messe-Pokal 1970/71 und UEFA-Pokal 1974/75. Bei der einzigen Landesmeistercupteilnahme 1964/65 war im Viertelfinale Endstation nach dem „Münzwurf von Rotterdam“ im Entscheidungsspiel gegen den FC Liverpool (0:0, 0:0 und 2:2 n.V). In 71 Europapokalspielen erzielte er 11 Tore.

#### A-Nationalmannschaft
Einen Monat nach dem Bundesligastart, am 28. September 1963, debütierte der lauffreudige Techniker unter Bundestrainer Sepp Herberger auch in der Fußballnationalmannschaft. Neben den weiteren Debütanten Reinhard Libuda und Werner Krämer wurde der Kölner in der 69. Spielminute für Friedhelm Konietzka auf Halblinks eingewechselt.
Zwischen 1963 und 1974 hatte Overath 81 Einsätze in der Nationalmannschaft, für die er 17 Tore erzielte. Er nahm an drei Fußball-Weltmeisterschaften teil: 1966 in England wurde der Mittelfeldregisseur mit der deutschen Elf Vizeweltmeister (2:4 n. V. gegen England) und 1970 in Mexiko Dritter hinter Brasilien und Italien. Er erzielte im Spiel um Platz drei den Treffer beim 1:0 gegen Uruguay. Sein größter Erfolg war der Gewinn des Weltmeistertitels 1974 in der Bundesrepublik Deutschland, bei der Overath in allen Spielen der bundesdeutschen Nationalmannschaft von Beginn an spielte und zwei Tore erzielte.

### Sportfunktionär
Nach Beendigung seiner Spielerkarriere im Jahr 1977 arbeitete Wolfgang Overath als Repräsentant für adidas. Von 1994 bis 1998 war er Mitglied im Verwaltungsrat des 1. FC Köln.
Nachdem während der sportlichen Talfahrt des FC in den 1990er und zu Beginn der 2000er Jahre immer wieder Rufe nach Overath als Vereinspräsident laut geworden waren, erklärte Overath im Frühjahr 2004, als ein erneuter Abstieg in die zweite Bundesliga absehbar wurde, seine Bereitschaft, zusammen mit einer eigenen Vorstandsmannschaft für den FC-Vorsitz zur Verfügung zu stehen. Er erhielt die Unterstützung des Verwaltungsrats. Am 7. Mai 2004 erklärte der amtierende Vorsitzende Albert Caspers seinen sofortigen Rücktritt und machte so den Weg für eine außerordentliche Mitgliederversammlung frei.
Am 14. Juni 2004 wurde Overath zum Präsidenten des 1. FC Köln gewählt. Mit ihm wurden seine Vertrauten Jürgen Glowacz und Friedrich Neukirch zu Vizepräsidenten gewählt. Glowacz, ein ehemaliger Mannschaftskollege Overaths, beriet Overath im sportlichen Bereich, Neukirch, Geschäftsführer der Klosterfrau Deutschland GmbH, in wirtschaftlichen Belangen. Weiterhin gehörte der bisherige Vizepräsident Bernd Steegmann, der nicht zum Rücktritt bereit gewesen war, für den Rest von dessen Amtszeit dem Vorstand an. Als Ziele gab Overath den sofortigen Wiederaufstieg und den Einzug in europäische Wettbewerbe innerhalb von vier Jahren aus.
Overaths Amtszeit war für den FC eine Zeit wechselhaften sportlichen Erfolges, einer starken Erhöhung der wirtschaftlichen Aktivität auf Einnahmen- wie auf Ausgabenseite und häufiger Personalwechsel im sportlichen Bereich.
Bereits am Tag seiner Wahl gab er die Entlassung des Trainers Marcel Koller zugunsten von Huub Stevens bekannt, mit dem das kurzfristige Ziel des direkten Wiederaufstiegs souverän erreicht wurde. Weitere Cheftrainer in Overaths Amtszeit waren Uwe Rapolder, Hanspeter Latour, Christoph Daum, Zvonimir Soldo, Frank Schaefer und Ståle Solbakken. Nach dem Ausscheiden von Andreas Rettig im Dezember 2005 wurde Michael Meier sportlicher Manager des Vereins.
Nach dem sofortigen Wiederabstieg in der Saison 2005/06 gelang erst zwei Jahre später der Aufstieg in die Bundesliga, in der sich der 1. FC Köln für den Rest von Overaths Amtszeit halten konnte.
In wirtschaftlichen Fragen war Overath weitgehend auf Berater aus dem Verein und seinem persönlichen Umfeld angewiesen. Während es in seiner Amtszeit gelang, das Faninteresse deutlich zu steigern (die Mitgliederzahl wurde nahezu verdoppelt), sah er sich in Bezug auf Strategie, Perspektive und die Finanzsituation im Verein weitgehender Kritik ausgesetzt. Obwohl der Klub in den letzten Geschäftsjahren der Overath-Ära nach wiederholten Millionenverlusten ein negatives Eigenkapital auf Konzernebene ausgewiesen hatte, wies Overath den Vorwurf der Überschuldung zurück.
Die Kritik hatte erstmals auf der Mitgliederversammlung 2010 Konsequenzen, als der Vorstand nicht entlastet wurde. Innerhalb der Mitgliederschaft hatte sich eine Opposition gebildet, die sich allen voran in der Aktion „FC:Reloaded“ organisierte. Die Vereinsführung bekämpfte entschlossen diese Gruppierung, die eine außerordentliche Mitgliederversammlung erzwingen wollte. Overath hielt sich aus der operativen Führung zunehmend zurück, die stärker auf Geschäftsführer Horstmann überging. Bald nach der Mitgliederversammlung wurde Manager Michael Meier, der eng mit Overath zusammengearbeitet hatte, entlassen und durch Volker Finke ersetzt.
Zu Beginn der (regulären) Mitgliederversammlung am 13. November 2011 erklärte Overath überraschend den Rücktritt des gesamten Vereinsvorstands mit sofortiger Wirkung. Sein unmittelbarer, kommissarischer Nachfolger wurde der neugewählte Verwaltungsratsvorsitzende Werner Wolf, der die Suche nach einem neuen Vereinspräsident leitete, die im April 2012 in der Wahl von Werner Spinner mündete.

## Privates
Wolfgang Overath ist das jüngste von acht Kindern. Er wuchs in bescheidenen Verhältnissen auf, besuchte das Gymnasium, das er jedoch vor dem Abitur zugunsten einer Karriere als Fußballer verließ. Er ist verheiratet, mit seiner Frau Karin hat er zwei leibliche Söhne und eine brasilianische Adoptivtochter.
Der brasilianische Fußballprofi Overath Breitner da Silva Medina ist nach ihm und nach Paul Breitner benannt.

## Statistik
- Nationalmannschaft: 81 Spiele, 17 Tore
- 1. Bundesliga: 409 Spiele, 83 Tore
- DFB-Pokal: 59 Spiele, 19 Tore
- Westpokal: 1 Spiel
- Europapokal der Landesmeister; Europapokal der Pokalsieger; UEFA-Pokal: 71 Spiele, 11 Tore

## Erfolge
- 1964: Deutscher Meister
- 1965, 1973: Deutscher Vize-Meister
- 1966: Vize-Weltmeister
- 1968, 1977: DFB-Pokal-Sieger
- 1970, 1971 und 1973: Vize-Pokalsieger
- 1970: WM-Dritter
- 1974: Weltmeister

## Auszeichnungen
- 1974: Silbernes Lorbeerblatt[8]
- 1977: Bundesverdienstkreuz am Bande
- 2003: Ernennung zum Ehrenbürger seiner Heimatstadt Siegburg
- 2008: Bundesverdienstkreuz I. Klasse
- Einstufung als Weltklasse in der Rangliste des deutschen Fußballs: Sommer 1966, Winter 1966/67, Sommer 1967, Sommer 1968, Winter 1968/69, Winter 1969/70, Sommer 1970, Winter 1970/71.
- 2018: Aufnahme in die Hall of Fame des 1. FC Köln[9]
- 2019: Landesverdienstorden Nordrhein-Westfalen[10]
- 2019: Ehrenpreis der DFL[11]
- 2019: Aufnahme in die Hall of Fame des deutschen Fußballs, Deutsches Fußballmuseum Dortmund[12]
- 2023: Sport Bild-Award für 60-Jahre-Bundesliga-Legenden[13]

## Soziales Engagement
Seit Langem engagiert sich Overath für notleidende Menschen und gründete einen Fonds für Hilfsbedürftige, der seinen Namen trägt. Alljährlich lädt er rund 150 Obdachlose und andere Arme zu einer Weihnachtsfeier ein, bei der es für jeden auch ein Geschenk gibt. Zu seiner Motivation sagte er in einem Interview mit der Kölner Kirchenzeitung: „Man muss versuchen, das Glück, das man im Leben hat, mit anderen zu teilen und anderen zu helfen.“
Seit 2014 zeigt Overath als bekanntester Sportler der Kampagne „Bewegung gegen Krebs“ soziales Engagement, die der Deutsche Olympische Sportbund (DOSB), die Deutsche Krebshilfe und die Deutsche Sporthochschule Köln erstmals gemeinsam starteten. Overath wurde Ehren-Botschafter der bundesweiten Präventions-Kampagne, die flächendeckende Plakataktionen sowie Veranstaltungen in den vielfältigen Sportvereinen in Deutschland umfasst.